# Pelouse calcaire
Pour les articles homonymes, voir calcaire et pelouse.

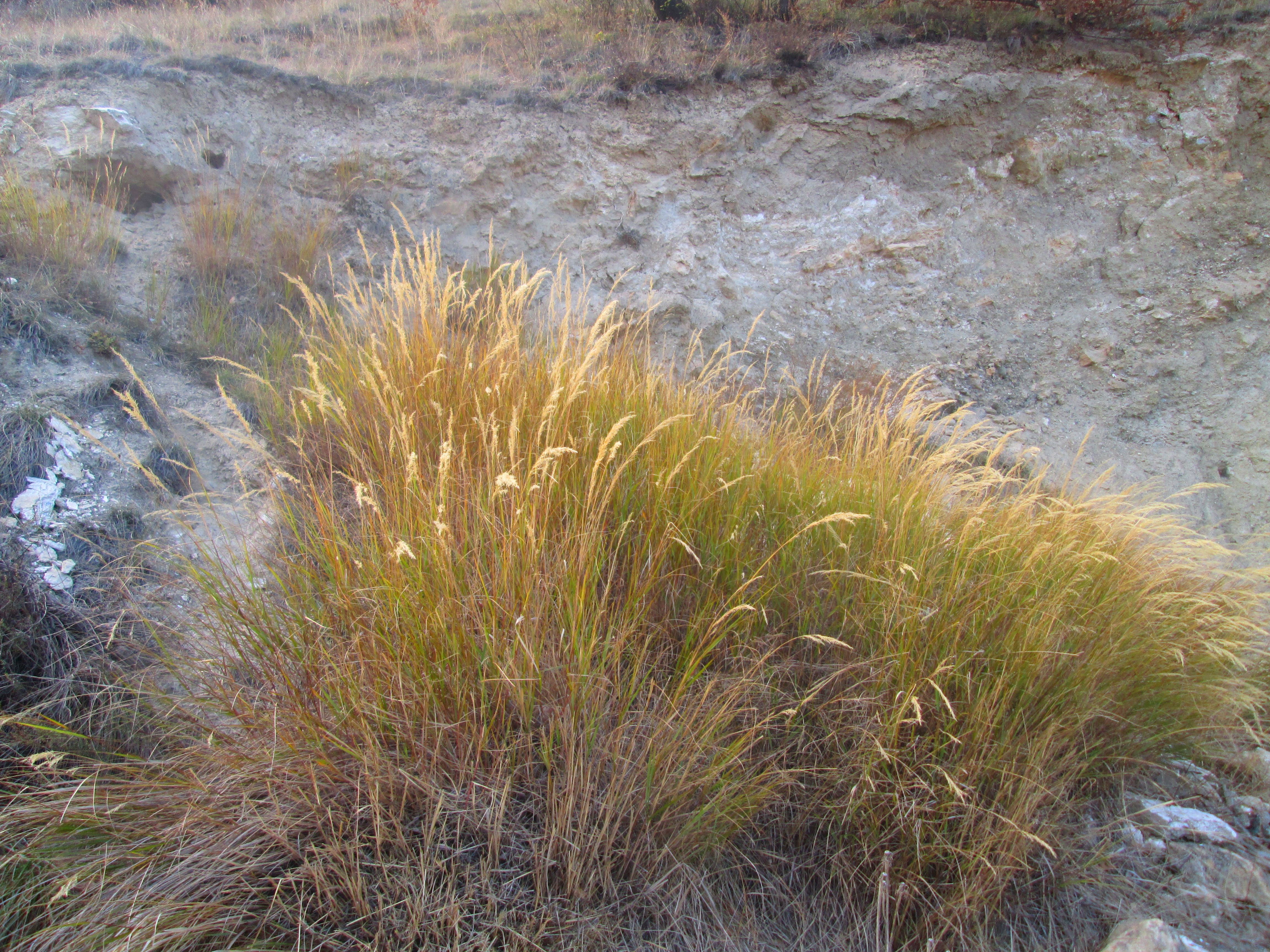
Pelouse sèche de l'aire protégée de Chelin (Valais).

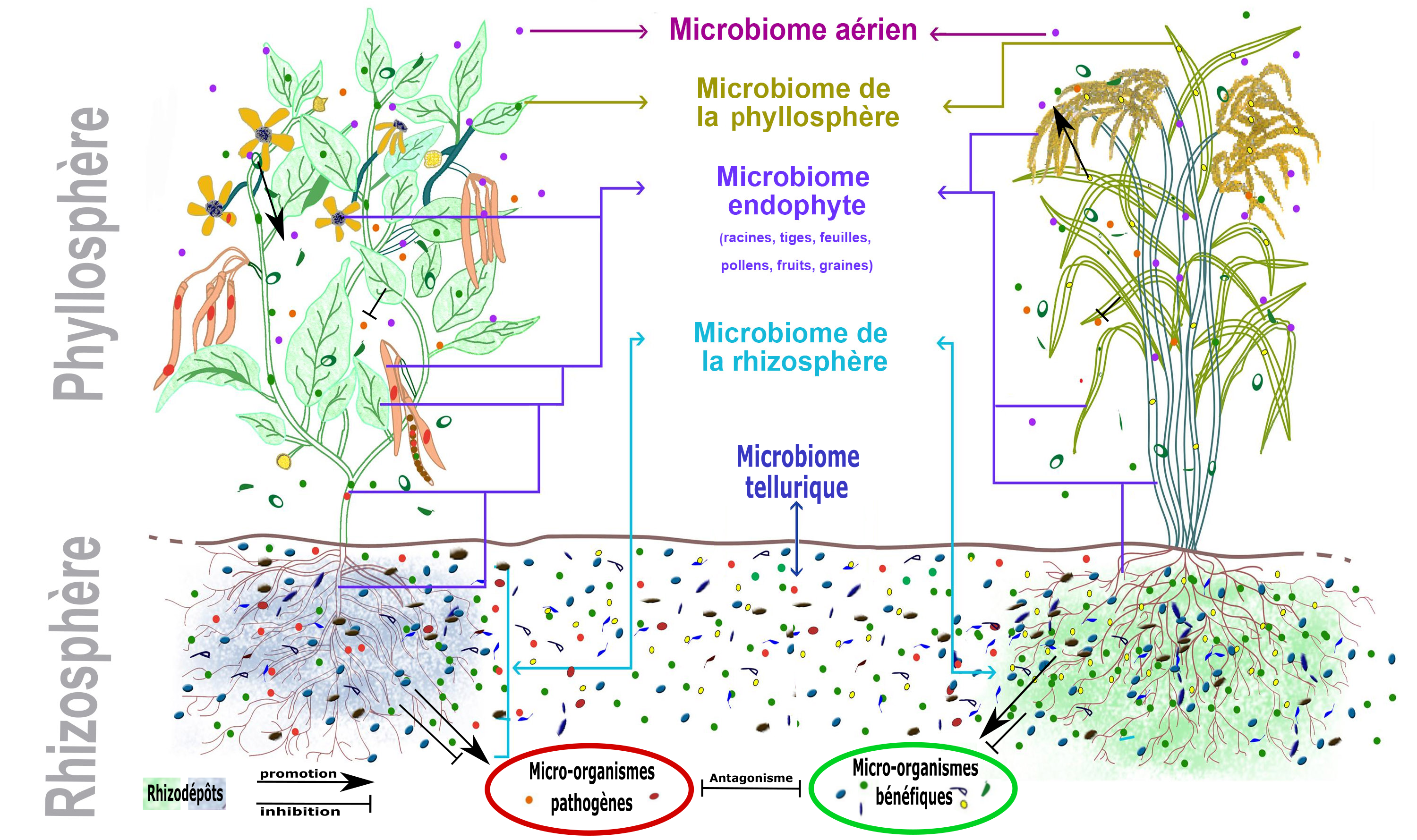
La richesse et la diversité floristique des pelouses calcaires dépend notamment de l'assemblage des complexes mycorhiziens dans le sol,.

Une pelouse calcaire ou  pelouse calcicole ou encore larris (en Picardie) fait partie de la catégorie des pelouses sèches. Il s'agit d'un sol sur roche-mère calcaire en milieu sec, favorisant une association de plantes vivant en structure stable de pelouse. Ce type de sol est structuré comme un écosystème de climat tempéré développé exclusivement sur sols très calcaires. Il peut être d'origine naturelle et/ou agropastorale (on parle alors d'agroécosystème entretenu par le pâturage et/ou un « entretien » mécanique, du type fauche/exportation sur des parcelles mécanisables).
C'est un habitat dit « patrimonial », en recul et localement menacé (ou disparu), bien que reconnu par l'Union Européenne au travers de son réseau Natura 2000 et de grand intérêt pour la biodiversité : plusieurs programmes de préservation des pelouses dites « relictuelles » sont ainsi en œuvre en Europe. La valeur écologique de ce milieu est notamment liée au fait qu'il est souvent resté relativement oligotrophe et épargné par l'application directe d'engrais et pesticides. De plus, pour des raisons géologiques, les pelouses calcicoles longent souvent des vallées, y formant des corridors biologiques de grande valeur et d'intérêt paysager. Ce sont des refuges pour de nombreuses espèces pionnières, par ailleurs importantes pour la résilience écologique des écosystèmes.
Pour ces raisons, en Europe, nombre de ces milieux sont classés en réserve naturelle.

## Associations typiques
Il s'agit généralement d'un stade pionnier, enrichi d'espèces spécifiques correspondant probablement à des milieux autrefois entretenus par des troupeaux de grands herbivores sauvages. Ces derniers ont progressivement été remplacés par les troupeaux d'animaux domestiqués : chèvres et moutons le plus souvent, mais aussi ânes, mulets, baudets, les chevaux étant plutôt mis en pâture sur des milieux plus riches et productifs. Les bovins sont également présents, mais demandent pour les éleveurs un savoir-faire particulier à cause de la fragilité des sols, notamment en été (risques d'érosion). Les petits herbivores (lièvre et lapin) et même les nombreux invertébrés herbivores qui y vivent (criquets et sauterelles, limaces et escargots, punaises et chenilles, nombreux papillons…) y jouent un rôle également important.
Les habitats particuliers sont caractérisés par un pH basique et, quand les précipitations sont trop espacées, par une xéricité superficielle (milieu sec). Cet état de base ne facilite pas la diffusion de certains oligoéléments au profit de l'auto-entretien du milieu. Bien que le calcaire soit un amendement pour certains sols, sur de grandes étendues, il constitue un sol plutôt « pauvre » en oligoéléments. Il est pour cette raison caractérisé par une flore adaptée à ce pH, dite  « calcicole ».

Le calcaire est drainant quand sa structure est lâche, ou micro-drainant par capillarité, mais il a toutefois une bonne capacité de « réserve en eau », ce qui explique que la végétation et certains animaux puissent vivre sur ce type de milieu sans sources ni points d'eau, même en période de sécheresse. La rosée fournit l'eau nécessaire aux espèces à faible capacité de déplacement. Les landes calcicoles, par leurs capacités drainantes, sont en partie auto-entretenues (le drainage ne favorisant pas l'émergence d'arbres enracinés).
Si elle est suffisante, la pression des herbivores, associée à la pauvreté du milieu, induit une croissance plus lente des arbres qu'ailleurs : le genévrier y est naturel. Mais la disparition de grands herbivores sauvages et, par exemple en France, la progression rapide du pin noir d'Autriche introduit par l'homme dans les années 1950-1960, est responsable de l'enfrichement rapide d'une grande partie des pelouses calcaires, au détriment de la biodiversité qu'ils abritaient.

## Réseau ou mise en réseau, protection
Dans le cadre des trames vertes, du réseau Natura 2000 ou du réseau écologique paneuropéen, des stratégies de gestion restauratoire peuvent s'intégrer dans une approche systémique de type réseau écologique. Par exemple, la région Bourgogne propose un réseau orange de pelouses sèches dans le cadre de son schéma régional de cohérence écologique (SRCE)

## Quelques types de pelouses calcicoles
Selon la densité végétale et l'humidité des sols, il est possible de distinguer différents types de pelouses calcaires :
- Trachynion, Trachynion distachyae : pelouses calcicoles dominées par des plantes annuelles
- Mésobromion, Mesobromion erecti : pelouses calcicoles mésophiles
- Xérobromion, Xerobromion erecti : pelouses calcicoles xérophiles

## Végétation

### Plantes à fleurs
Les orchidées sont présentes, notamment : Ophrys abeille (Ophrys apifera), Ophrys bourdon (Ophrys fuciflora), Orchis moucheron ou mouche (Gymnadenia conopsea), Epipactis rouge (Epipactis atrorubens), Orchis homme-pendu (Aceras anthropophorum), Grande listère (Listera ovata), Orchis bouc (Himantoglossum hircinum), Orchis militaire (Orchis militaris)… qui sont des espèces typiques des pelouses calcaires. 

### Lande calcicole
C'est un habitat qui se développe dans les bassins sédimentaires, sur des terrains calcaires surtout exposés au sud (tels que les bassins de Paris et de Londres). Ce sont des pelouses sur sols minces (de type rendzine). La végétation est une pelouse formée de selestrie (Selestria coerula), de brachypode (Brachypodium pinnatum), d'hélianthème (Helianthemum), de coronille (Coronilla varia), d'aubépine (Crateagus oxyacantha), de genévrier (Juniperus communis)…

## Menaces, évolutions
En l'absence de troupeaux (sauvages ou domestiques) , ou soumises à une forte densité de petits herbivores, les pelouses tendent à rapidement évoluer vers le boisement (en quelques décennies).
Sur de fortes pentes (ex. cirques rocheux), des pelouses calcaires peuvent être entretenues dans certains couloirs d'avalanche, là où l'horizon superficiel est facilement emporté par ruissellement (érosion).